# Elecciones generales de Costa Rica de 1936
Las elecciones presidenciales de Costa Rica de 1936 fue un proceso electoral acontecido el 9 de febrero de ese año ganando el candidato oficialista León Cortés Castro sobre el candidato liberal Octavio Beeche y el izquierdista Carlos Sáenz.

## Precampaña
El Partido Comunista Costarricense logra inscribirse como partido político por primera vez en la historia costarricense.
Si bien existió, de nuevo, un movimiento que buscaba la reelección de don Ricardo Jiménez Oreamuno, éste lo rechazó enfáticamente argumentando que tal cosa iba en contra de la democracia.  Cortés renuncia a su cartera como Secretario de Fomento con claros intereses presidenciales y el cortesismo va tomando gradualmente las riendas del Congreso y del Partido Republicano. Sin embargo, Cortés tiene muchos detractores, especialmente por sus simpatías con el nazismo, y la oposición intenta seleccionar un candidato que lo enfrente. El expresidente Julio Acosta fue precandidato temporalmente pero finalmente renuncia a sus aspiraciones al no tener respaldo suficiente, y Alberto Echandi declina participar como candidato contra Cortés aduciendo cuestiones de honor, pues estaba en deuda con él. Tampoco se logra convencer a Alfredo González Flores ni al Dr. Moreno Cañas para que se lancen. Esto lleva al opositor Carlos María Jiménez Ortiz a asegurar que en dicha elección había que escoger entre; «cortesismo o comunismo, la extrema derecha y la extrema izquierda, el fascismo y el sovietismo». Pero finalmente el diplomático y expresidente de la Corte Suprema Octavio Beeche Argüello acepta ser candidato por el Partido Nacional. 
Durante la campaña hubo fuertes ataques. A Beeche se le acusó de ser extranjero y comunista mientras que a Cortés lo señalaban como autoritario, fascista y tirano.   Fue la primera elección en que participó el recién fundado Partido Comunista Costarricense bajo la nomenclatura de Bloque de Obreros y Campesinos. Su candidato original, Manuel Mora Valverde, debió ser sustituido por el escritor Carlos Luis Sáenz ya que Mora no tenía aún los 30 años mínimos que exigía la Constitución para ser presidente.
Cortés usó durante la campaña un rabioso discurso anticomunista, posicionándose como el «campeón» que protegería al país contra esa doctrina.
Las elecciones parlamentarias de 1936 se realizaron en Costa Rica al mismo tiempo que las elecciones presidenciales donde el candidato republicano León Cortés Castro obtiene la presidencia. Su partido lograría también amplia mayoría en el Congreso Constitucional.  Destaca la participación de la izquierda que participa sin usar el nombre de Partido Comunista Costarricense sino bajo la divisa Bloque de Obreros y Campesinos. La participación de la izquierda generó no poca polémica en la campaña.
El voto para el Congreso fue casi idéntico obteniendo el partido de Cortés 59%, el de Beeche exactamente la misma cantidad (34%) y el Bloque de Obreros y Campesinos un poco más de votos parlamentarios que presidenciales con 6%.

## Resultados

### Presidente
| Candidato      | Candidato                  | Partido                        | Votos  | %    |
| -------------- | -------------------------- | ------------------------------ | ------ | ---- |
|                | León Cortés Castro         | Partido Republicano Nacional   | 52,924 | 60.2 |
|                | Octavio Beeche Argüello    | Partido Nacional               | 30,331 | 34.5 |
|                | Carlos Luis Sáenz Elizondo | Bloque de Obreros y Campesinos | 4,594  | 5.3  |
|                | Blancos/Nulos              | Blancos/Nulos                  | 0      | -    |
| Total          | Total                      | 75,897                         | 100    |      |
| Fuente: Nohlen |                            |                                |        |      |

| \| Voto popular \| Voto popular \| Voto popular \| Voto popular \| Voto popular \| \| ------------ \| ------------ \| ------------ \| ------------ \| ------------ \| \| \| \| \| \| \| \| Cortés \| Cortés \| \| 60.2 % \| 60.2 % \| \| Beeche \| Beeche \| \| 34.5 % \| 34.5 % \| \| Sáenz \| Sáenz \| \| 5.3 % \| 5.3 % \| |        |  |        |        |
| Voto popular |        |  |        |        |
| |        |  |        |        |
| Cortés | Cortés |  | 60.2 % | 60.2 % |
| Beeche | Beeche |  | 34.5 % | 34.5 % |
| Sáenz | Sáenz  |  | 5.3 %  | 5.3 %  |

### Congreso
| Partido                        | Votos  | %    | Escaños |
| ------------------------------ | ------ | ---- | ------- |
| Republicano Nacional           | 53,047 | 59.4 | 17      |
| Nacional                       | 30,815 | 34.5 | 5       |
| Bloque de Obreros y Campesinos | 5,448  | 6.1  | 0       |
| Nulos                          | 0      | -    |         |
| Total                          | 89,310 | 100  | 22      |
| Fuente: Nohlen                 |        |      |         |